# Alhassane Issoufou
Alhassane Issoufou (Niamey, 19 agosto 1980) è un ex calciatore nigerino, di ruolo attaccante.

## Carriera

### Club
Con il FUS Rabat ha segnato 3 gol in altrettante partite della CAF Champions League.

### Nazionale
Fa parte della Nazionale del suo Paese dal 1998; ha preso parte alla Coppa d'Africa 2012 ed alla Coppa d'Africa 2013; nella prima partita giocata dal Niger in questa competizione, ovvero la sconfitta per 1-0 contro il Mali il 20 gennaio 2013, entra all'88' al posto di Issiaka Koudize. Nella partita successiva, pareggiata per 0-0 contro la Repubblica Democratica del Congo il 24 gennaio, è entrato dalla panchina al 91' al posto di Modibo Sidibé.

## Palmarès

### Club

#### Competizioni nazionali
- Campionato ivoriano: 1

Africa Sports: 1999
- 1ère Division: 1

RC Kadiogo: 2005
- Campionato marocchino: 1

Raja Casablanca: 2011

#### Competizioni internazionali
- Coppa delle Coppe CAF: 1

Africa Sports: 1999